# Proechimys guairae
La casiragua (Proechimys guairae) es una especie de roedor de la familia Echimyidae.

## Distribución geográfica
Ha sido considerada  endémica de Venezuela, donde habita en el norte y centro del país y las colinas andinas de Mérida, así como en los Llanos de la cuenca del Orinoco, pero, posiblemente se encuentra también en Colombia, donde ha sido reportada en la Orinoquia. Vive en el sotobosque, por debajo de los 800 m de altitud.

## Descripción
El pelaje es de color marrón, con las rejas desnudas y el vientre blanco. Presenta bigotes largos y ojos grandes. Su dorso está cubierto de cerdas gruesas, flexibles y aplanadas.

## Alimentación
De hábitos nocturnos y soliarios, see alimenta de frutos, nueces, semillas, hongos e insectos.